# 憧明良
憧 明良（しょう あきら、2月21日 - ）は、日本の漫画家。女性。愛媛県出身、神奈川県横浜市在住。
主に成人向け漫画雑誌で作品を描いている。

## 作品リスト
1. 『TOY STORY』 （2001年7月5日発行[6]〈2001年5月発売〉、三和出版〈サンワコミックス〉、ISBN 4-88356-081-3）
2. 『ふぇち♥ふぇち』 （2003年1月10日発行[6]〈2002年11月30日発売〉、三和出版〈サンワコミックス〉、ISBN 4-88356-151-8）
3. 『Love Assort』 （2004年10月25日発売、茜新社〈TENMA COMICS J〉、ISBN 4-87182-704-6）
4. 『Love Seasons』 （2005年8月15日発行[7]〈2005年8月12日発売〉、茜新社〈TENMA COMICS〉、ISBN 4-87182-780-1）
5. 『Love Clad』 （2006年7月24日発行[8]、茜新社〈TENMA COMICS〉、ISBN 4-87182-859-X）
6. 『イロイロ教えて♥』 （2007年3月16日発売[9]、笠倉出版社〈カルトコミックス〉、ISBN 978-4-7730-9606-4）
7. 『Honey♥Come』 （2007年7月27日発行[10]、茜新社〈TENMA COMICS〉、ISBN 978-4-87182-929-8）
8. 『せめアネ』 （2008年6月20日発行[11]、茜新社〈TENMA COMICS〉、ISBN 978-4-87182-997-7）
9. 『おねいちゃんW』 （2009年7月18日発行[12]、茜新社〈TENMA COMICS〉、ISBN 978-4-86349-082-6）
10. 『らぶ♥かん』 （2010年3月19日発行[13]、茜新社〈TENMA COMICS〉、ISBN 978-4-86349-136-6）
11. 『恋愛圏内』 （2011年5月16日発売[14]、芳文社〈芳文社コミックス〉、ISBN 978-4-8322-3249-5）
12. 『先生俺にナニさせたいっスか!?』 （2011年8月12日発売[15]、茜新社〈TENMA COMICS〉、ISBN 978-4-86349-237-0）